# Rannée
Rannée é uma comuna francesa na região administrativa da Bretanha, no departamento Ille-et-Vilaine. Estende-se por uma área de 52,81 km². Em 2010 a comuna tinha 1 133 habitantes (densidade: 21,5 hab./km²).